# Dadjè FC
Dadjè FC (auch Dadjè Football Club oder Dadjè FC Aplahoué) ist ein beninischer Fußballverein aus Aplahoué, Département Couffo. Mit Stand Februar 2023 spielt er im Championnat National du Benin, der ersten Liga des Landes, und trägt seine Heimspiele im Stade Aplahoué aus, das 3000 Plätze umfasst.
Bei der Wahl zum Spieler des Jahres im Inland 2022 (französisch Joueur Local de L'année) setzte sich der zu diesem Zeitpunkt bei dem Verein unter Vertrag stehende Nationalspieler Gislain Ahoudo vor seinem Nationalmannschaftskollegen Romaric Amoussou durch.

## Erfolge
- Beninischer Meister: 2024/25

## Bekannte Spieler
Die Spieler kamen wenigstens einmal für die Nationalmannschaft zum Einsatz:
- Gislain Ahoudo[4]